# Ordine della Corona di Terengganu
Il Molto distinto ordine della Corona di Terengganu è un ordine cavalleresco del sultanato di Terengganu.

## Storia
L'ordine è stato fondato il 6 luglio 2001.

## Classi
L'ordine dispone delle seguenti classi di benemerenza che danno diritto a dei post nominali qui indicati tra parentesi:
- Cavaliere gran commendatore o Dato' Sri Paduka (SPMT) - massimo 25 insigniti
- Cavaliere commendatore o Dato' Paduka (DPMT) - massimo 50 insigniti
- Compagno o Setia (SMT) - massimo 100 insigniti
- Membro o Ahli (AMT) - massimo 200 insigniti

| Nastri |          |                        |                             |
| Membro | Compagno | Cavaliere commendatore | Cavaliere gran commendatore |

## Insegne
- Il nastro cambia a seconda della classe, rimangono uguali i colori cioè il giallo, il bianco e il nero.